# Urria (grano)
Il grano Urria o Gurria (T. durum Desf. var. reichenbachii Koern.) è un grano antico siciliano, coltivato nelle zone tra Palma di Montechiaro e Naro; spesso è presente in miscela con grano Garigliano. Oggi è coltivato nei territori di Ragusa.

## Caratteristiche
È una varietà di frumento che fa parte del gruppo dei tetraploidi (possiede 28 cromosomi).
Perrino dell'Istituto del Germoplasma - CNR, di Bari, nel 1983 lo descrive così:

«la spiga è di media lunghezza (6 cm), fusto, profilo un po' più grande del laterale, compatto.
L'arista ha base lunga nera e punta gialla, divaricata nella parte superiore, in parte ondulata, persistente e spinata.
Il glume è tre volte più lungo che largo, bianco o giallo con sfumature rosse, chiglia liscia e diritta, becco un po' ricurvo, lungo 1 mm e con striatura nera, spalla elevata, stretta o mediamente interna larghezza.
La cariosside è 7-8 mm di lunghezza, ambrata, ovale traslucida, triangolare, trasversale sezione, profilo dorsale normale, solco stretto e poco profondo con forma arrotondata bordi, tessitura vitrea, pennello di media lunghezza, densità e estesi, scutello ovoidale e di media lunghezza.»
È una varietà di grano duro che il Ministero dell'agricoltura, della sovranità alimentare e delle foreste, ha iscritto nel Registro nazionale delle varietà da conservazione di specie agrarie e delle specie ortive; con DM di Iscrizione del 05/03/2018 (N. 9786)-G.U.N. 76 del 31/03/2018.
È una varietà con una resa di 16 q.li x ha, ha un habitus semieretto, una spigatura precoce ed una taglia alta.